# Pachnoda cervenkai
Pachnoda cervenkai är en skalbaggsart som beskrevs av Krajcik 2002. Pachnoda cervenkai ingår i släktet Pachnoda och familjen Cetoniidae. Inga underarter finns listade i Catalogue of Life.